# 苏州港
苏州港是位于中国江苏省苏州市长江沿岸的港口，是世界上货物吞吐量和集装箱吞吐量最大的内河港口，也是中国大陆九大干线港口之一、江苏省最大的港口。苏州港形成于2002年，由三个原本的国家一类开放口岸共同组成，现为三个港区，分别是张家港港区（原张家港港）、常熟港区（原常熟港）和太仓港区（原太仓港）。

## 建设与航运
截止2013年底，苏州港已开发利用长江约60公里的岸线，建成各类码头泊位276个，其中万吨级以上泊位122个。其中太仓港区拥有专业集装箱码头泊位，设计年吞吐能力为435万TEU，另建有目前长江沿岸最大的20万吨级矿石码头。目前，苏州港已与100多个国家和地区的400多个港口建立航线。2013年苏州港完成货物吞吐量达4.54亿吨，这在在全国港口中仅次于上海港、宁波—舟山港、天津港、广州港，同时跃升为全球十大港口第六名。苏州港2013年集装箱吞吐量530.52万TEU，位居中国大陆第10位。

## 各港区
太仓港区与上海相邻，拥有成片的优良深水岸线，符合集装箱枢纽港的要求。此港区紧靠集装箱生成地，市场需求迫切。根据国务院和交通运输部关于长江三角洲地区港口布局规划，太仓港区是上海国际航运中的重要组成部分，是“中心两翼”型组合港江苏翼的集装箱干线港。
张家港和上海的外高桥是较早获批进行“区港联动”试点的保税区。它在苏州港的规划中的定义是综合性地区重要港区，为腹地内的外贸运输服务及长江中上游部分物资中转服务。张家港港区在发展上依托张家港保税区和苏州工业园区保税物流中心。
常熟港区于1995年10月被国务院批准为一类对外开放口岸，已发展成中国主要的进口纸浆集散地和全国第二大钢材进出口集散地。常熟港区是货物种类较为固定的现代化中型港口。